# François Bonneville
Pour les articles homonymes, voir Bonneville.
François Bonneville, né le 21 février 1755 à Bacqueville-en-Caux et mort le 3 juillet 1844 à Paris, est un peintre, dessinateur, graveur et éditeur français.

## Biographie

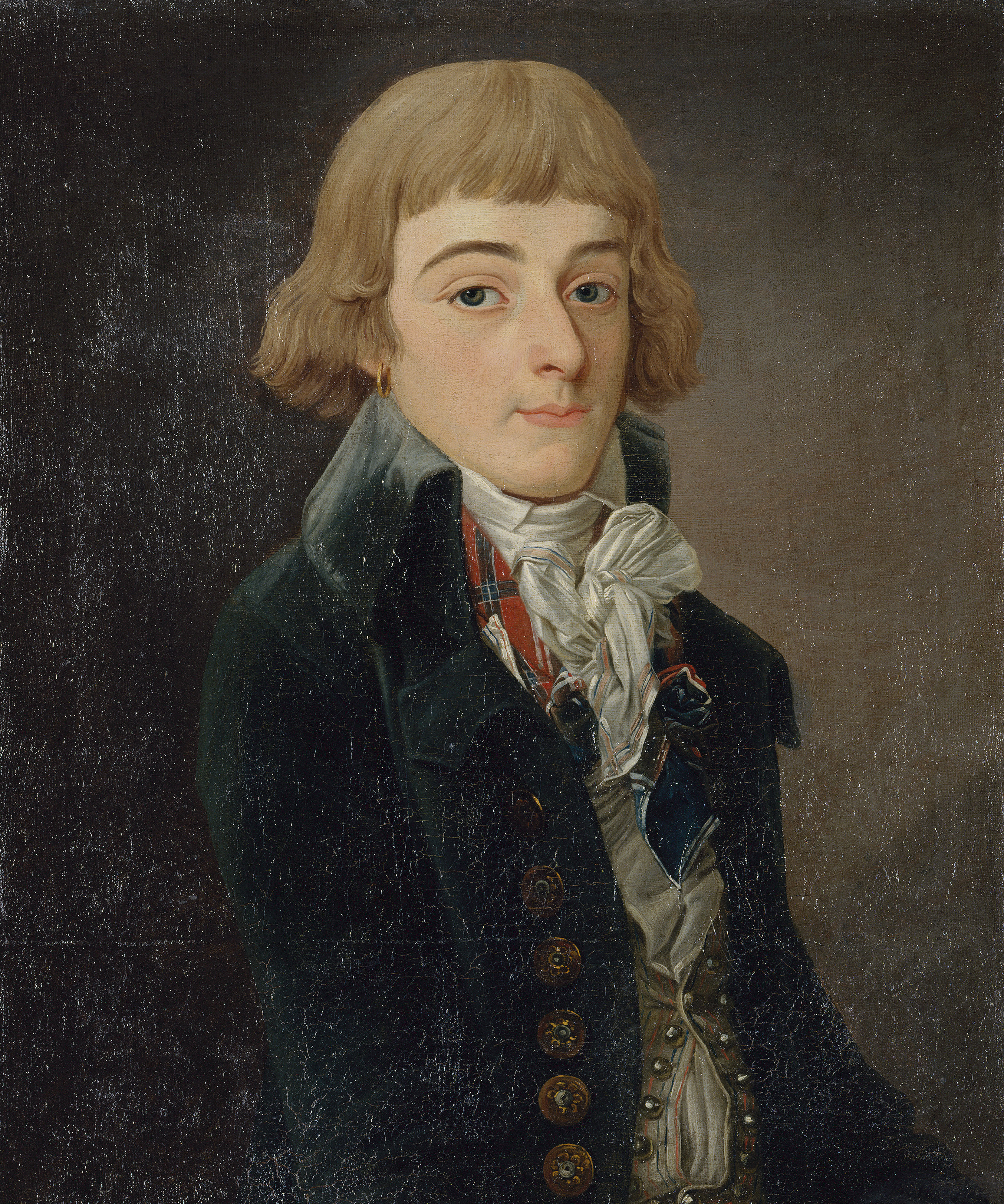
Portrait présumé de Louis Antoine de Saint-Just (1767-1794), conventionnel (1791), Paris, musée Carnavalet.

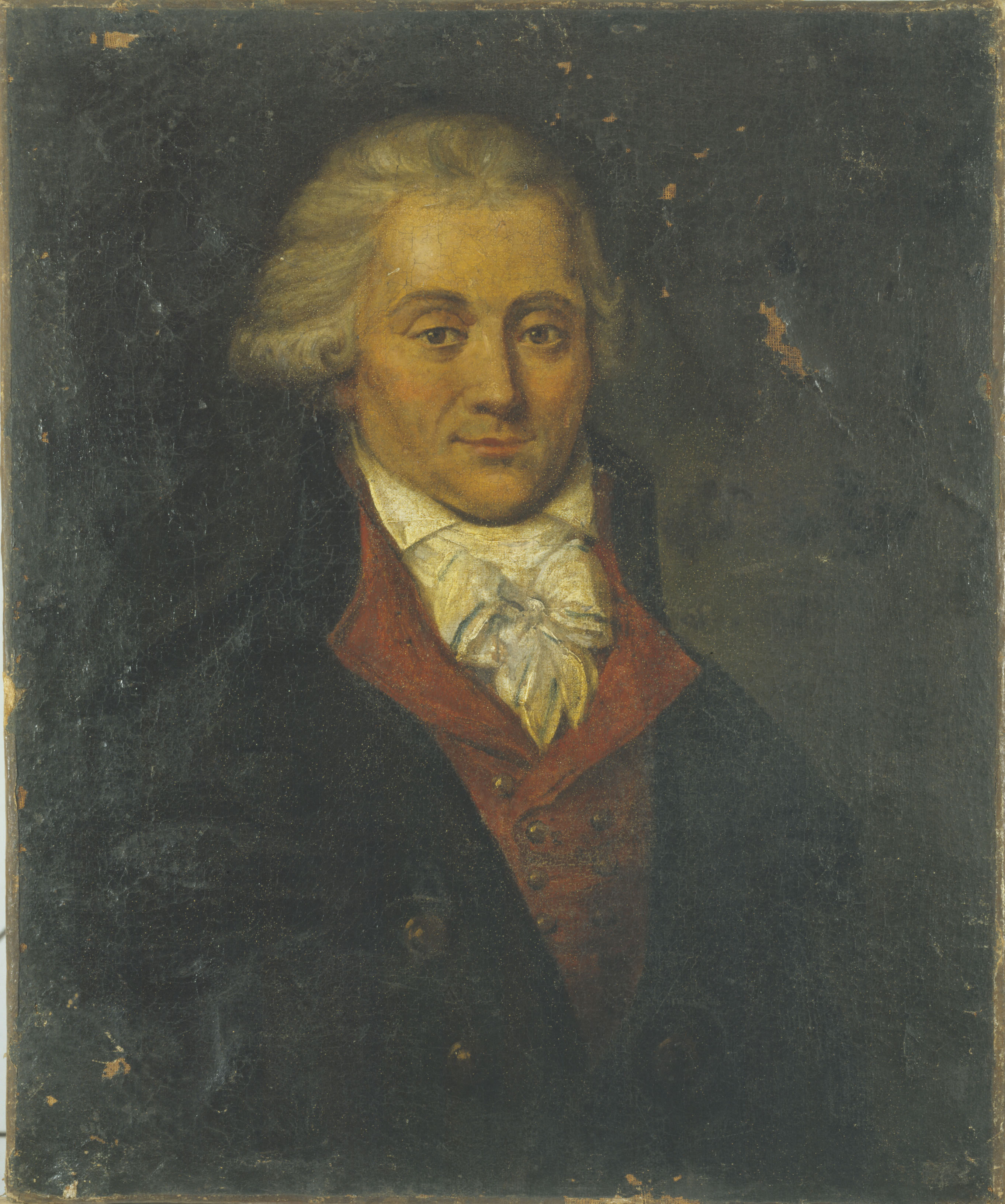
Portrait présumé de Georges Couthon (vers 1800), Paris, musée Carnavalet.

Né le 21 février 1755 à Bacqueville-en-Caux, Jean Taurin Denis François Bonneville est le fils de Jean Taurin Bonneville, employé aux aides, et Marie-Anne Durand.
Il y a peu d'éléments sur la vie de François Bonneville, dont l'activité en tant que peintre, dessinateur et graveur s'exerça à Paris, entre 1791 et 1814. Au cours de cette période, il change plusieurs fois d'adresse dans la capitale, ouvrant différentes échoppes (imprimerie, vente d'estampes). Jusqu'en 1797, il dirige sans doute l'Imprimerie du Cercle social située 4, rue du Théâtre-Français, puis, jusqu'en 1814, il ouvre successivement deux boutiques rue Saint-Jacques. 
En 1794, il participe à l’œuvre collective d'héroïsation de Joseph Bara en réalisant l'estampe Aux grands hommes la patrie reconnaissante. Les martirs de la liberté.
Il est incarcéré à la prison du Temple en mai 1799.
Durant près de vingt ans, il produit essentiellement une série de portraits de personnages célèbres de la Révolution (1796-1802), ainsi que nombre de gravures allégoriques. Il illustre la Campagne de Bonaparte en Italie (1800).
François Bonneville meurt le 3 juillet 1844 dans l'ancien 10e arrondissement de Paris.

## Œuvres
- Portrait de Marguerite-Louis-François Duport-Dutertre, dessiné par François Bonneville et gravé par Jean-César Macret.
- Portrait de Jacques-René Hébert, dessiné par François Bonneville et gravé par Edme Bovinet.
- Portraits de Bertrand Barère, François Buzot, Fabre d'Églantine, Armand de Kersaint, Honoré Gabriel Riqueti de Mirabeau, Jean-Jacques Rousseau, Voltaire, dessinés par François Bonneville et gravés par Louis-François Mariage.
- Portrait de Thomas Muir (1765-1799), estampe, Vizille, musée de la Révolution française[6].

De nombreuses estampes de François Bonneville sont conservées au musée de la Révolution française de Vizille.